# 弯踵栉孔扇贝
弯踵栉孔扇贝（学名：Talochlamys contorta），是莺蛤目海扇蛤科櫛孔扇貝屬的一种。主要分布于中国大陆、台灣東北部及東中國海的台灣專屬經濟水域，常栖息在潮间带至潮下带浅水区。